# 姚鴻
姚鴻，清朝官員，中國江蘇昭文（今常熟市）人。姚鴻於1853年（咸豐3年）接替高鴻飛，於台灣兩度擔任台灣府台灣縣知縣。管轄約今台灣南部之嘉義縣、嘉義市、台南縣、市全境及高雄縣部份區域。該區域面積約為4500平方公里，也是清治時期台灣島之漢人集中地所在。
| 前任： 高鴻飛 | 台灣府台灣縣知縣 1853年上任 | 繼任： 許鳳翔 |

| 前任： 許鳳翔 | 台灣府台灣縣知縣 1856年上任 | 繼任： 張傳敬 |